# ヤウ・プレコ
ヤウ・プレコ（Yaw Preko, 1974年9月8日 - ）は、ガーナ出身のサッカー選手。ポジションはフォワード。
ガーナ代表で68回の国際試合に出場し、1992年夏季のバルセロナオリンピックでメンバーになったチームでは銅メダルを獲得した。
彼の経歴はガーナの小さなクラブの1つ、パワーラインズから始まり、最初のヨーロッパのクラブはRSCアンデルレヒトでは3度ベルギーのチャンピオンになった。彼はトルコで1997年から2004年までプレイし、スウェーデンリーグのハルムスタッズBKに加入した。

## シーズン別成績
- 1991/92 - ハーツ・オブ・オーク
- 1992/93 - アンデルレヒト (5/0)
- 1993/94 - アンデルレヒト (11/1)
- 1994/95 - アンデルレヒト (28/9)
- 1995/96 - アンデルレヒト (20/11)
- 1996/97 - アンデルレヒト (28/6)
- 1997/98 - ガジアンテプスポル (33/9)
- 1998/99 - ガジアンテプスポル (25/7)
- 1999/00 - フェネルバフチェ (22/7)
- 2000/01 - ヨズガトスポル (28/13)
- 2001/02 - ヨズガトスポル (27/8)
- 2002/03 - ガジアンテプスポル
- 2003/04 - ガジアンテプスポル
- 2004 - ハルムスタッズBK (26/7)
- 2005 - ハルムスタッズBK